# Марија Гроздева
Марија Гроздева (буг. Мария Здравкова Гроздева; Софија, 23. јун 1972), је бугарска спортисткиња која се такмичи у стрељаштву. Двострука је олимпијска победница и шестострука учесница олимпијских игара.
Дебитовала је на Олимпијским играма у Барселони када је освојила бронзану медаљу ваздушним пиштољем. Четири године касније у Атланти поновила је исти успех. Прву златну медаљу освојила је у Сиднеју 2000. малокалибарским пиштољем. Олимпијске игре у Атини 2004. биле су најуспешније за њу. Одбранила је злато малокалибарским пиштољем и освојила бронзу ваздушним пиштољем. У Пекингу остварила је пето место, а у Лондон девето.
Два пута освојила је кристални глобус у Светском купу. За најбољег спортисту Бугарске проглашена је 2004. године.